# Аскеров, Джабар Магомедович
Джаба́р Магоме́дович Аске́ров (лезг. Аскеррин Мугьаммадан хва Джабар; 24 января 1986, Курах, Курахский район, ДАССР, СССР) — российский боец, а так же, чемпион Европы по тайскому боксу среди профессионалов по версии WMC.

## Биография
Джабар Аскеров родился в селе Курах Курахского района Республики Дагестан. По национальности лезгин. С 6 до 8 лет занимался дзюдо в Магарамкенте. Когда Джабару исполнилось 9 лет его семья переехала в Дербент. В 12  лет записался в школу муай-тай. С 2005 года жил в Таиланде. Некоторое время Джабар Аскеров выступал за ОАЭ. Сейчас выступает за Россию, живёт и тренируется в Мельбурне (Австралия).
В феврале 2015 года решением Президиума Союза общественных деятелей Республики Татарстан Аскеров был награждён медалью «За заслуги перед обществом».

## Карьера
В 2010 и 2011 году стал чемпионом «Чемпионата мира по правилам TNA», проведя в течение каждого из сезонов по 4 боя. В 2010 в финале победил Уранбека Есенкулова, а в 2011 — Максима Смирнова.
В К-1 провёл несколько боёв. Первый бой состоялся в январе 2012 года против Буакхау По. Прамука. В этом бою судьи присудили поражение Джабару.
В феврале 2012 года состоялся поединок между Джабаром Аскеровым и Рамазаном Магомедовым за титул Чемпиона Европы среди профессионалов по версии IAKSA. Нокаутировав соперника во втором раунде, Джабар стал Чемпионом Европы IAKSA.
В декабре 2012 в Махачкале состоялся поединок по правилам К-1 между Джабаром Аскеровым и немцем Энрике Келем. По истечении трёх раундов судьи присудили победу Джабару Аскерову.
В марте 2013 года в Краснодаре прошёл бой между Аскеровым и голландцем марокканского происхождения Мохамедом Медхаром. Победа по очкам была присуждена россиянину. Бой Аскеров-Медхар стал главным событием международного профессионального турнира по смешанным единоборствам Теch-KREP FC I: ЮЖНЫЙ ФРОНТ.
В октябре 2013 Аскеров провёл бой против Марко Гроха в рамках международного турнира Tech — KREP FC «ЮЖНЫЙ ФРОНТ 2». Аскеров не дал своему сопернику ни одного шанса, без особых усилий навязав ему свой бой. В третьем раунде Марко чуть не отправился нокаут, но выстояв достойно до конца встречи, уступив Аскерову по очкам 0:3.
В апреле 2015 года в дебютном поединке по правилам смешанных единоборств одержал победу над Газимирзой Газитеевым. По окончании второго раунда главного боя турнира соперник Аскерова был снят врачами.
16 августа 2019 года провёл полуфинальный поединок в рамках азиатского промоушена The One. На шоу ONE Championaship: Dream of Gold Аскеров уступил Сами Санье судейским решением по итогам всех 3- раундов.

## Титулы
- World Junior Championship —  Золото (1999)
- World Junior Championship —  Золото (2000)
- IFMA World Muay Thai Championships —  Бронза (2003)
- PK-1 World Champion (2004)
- WMC Muaythai against Drugs title (2005)
- K-1 Russia MAX runner up (2006)
- Runner up WMC/S1 Kings Cup (2006)
- K-1 Scandinavia MAX — финалист (2008)
- Shoot Boxing S-Cup 2008 Europe — финалист (2008)
- WMC Muay Thai Welterweight European champion — победитель (2008)[2]
- Fights by TNA RULES TNA World Cup (2010)
- Fights by TNA RULES TNA World Cup (2011)
- IAKSA european Champion (2012)
- W5 Europian Champion (2012)

## Интервью
- Григорий Стангрит Интервью с Джабаром Аскеровым 06.04.2012
- Интервью с Джабаром Аскеровым на сайте Российской Лиги Муай Тай